# Misgav-Ladach-Methode
Als Misgav-Ladach-Methode bezeichnet man eine Kaiserschnitt-Technik, die im Vergleich zu den herkömmlichen Techniken als schonender gilt. Die Methode ist nach dem Misgav-Ladach-Krankenhaus in Jerusalem/Israel benannt, in dem sie 1994 entwickelt wurde. Es erfolgt zunächst ein querverlaufender Bauchschnitt an der Schamhaargrenze. Im Gegensatz zu anderen Methoden erfolgt die Eröffnung der weiteren Bauchschichten anschließend möglichst stumpf durch Reißen und Dehnen und nicht durch Schnitt mittels Schere oder Skalpell. Nach der Entbindung des Kindes erfolgt der Verschluss der Bauchschichten in vereinfachter Weise: Der Schnitt der Gebärmutter wird einreihig genäht, anschließend werden die Bauchfaszie und die Haut genäht. Das Bauchfell und die Bauchmuskulatur werden nicht verschlossen.
Der Vorteil dieser Technik liegt in einer Verkürzung der Operationszeit und einer Reduktion des Nahtmaterials. Weiterhin gilt der postoperative Verlauf als unkomplizierter und die Verweildauer kann reduziert werden.